# Zooilógico del Futuro

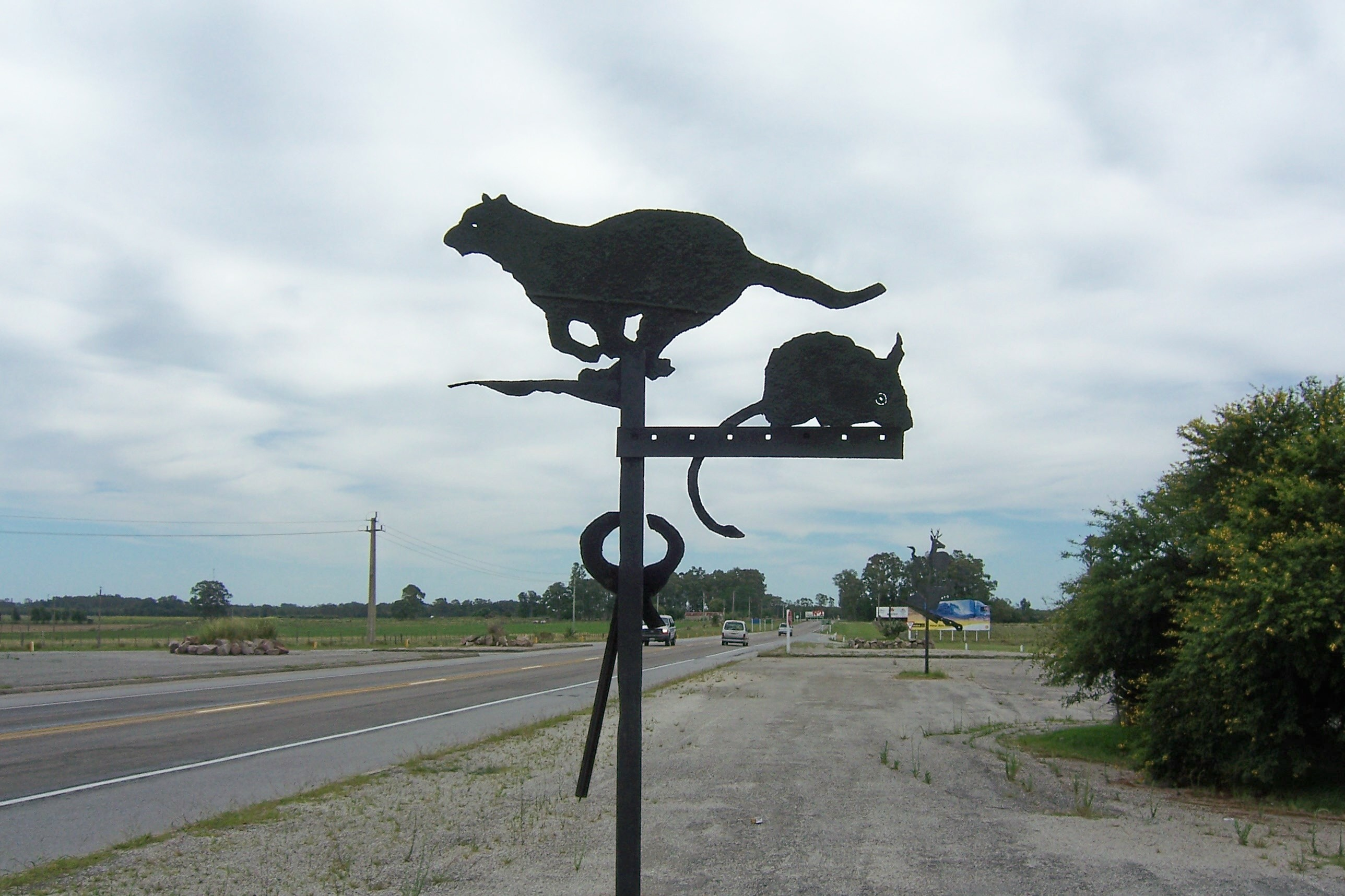
Zooilógico del futuro.

Zooilógico del futuro es la denominación dada por su autor, el artista plástico uruguayo Martín Arregui (1949-1996), a un grupo escultórico situado en el empalme de las rutas 3 y 23, pocos kilómetros al sur de la ciudad de Trinidad, Uruguay, a la entrada de la localidad. (Localización: 33°33′47″S 56°52′42″O / -33.5630, -56.87841)
Se puede interpretar que la denominación hace referencia a zoológico y, simultáneamente, al acto de ser lógico en relación con la influencia actual del ser humano en los cambios climáticos antropogénicos.